# ボツフィヨール
ボツフィヨール（ノルウェー語: Båtsfjord）は、ノルウェーのフィンマルク県にある基礎自治体（以下、本稿では便宜上「市」と表記する）。行政の中心地はボツフィヨール村である。面積は1,435平方キロメートル、人口は2,113人（2024年）。

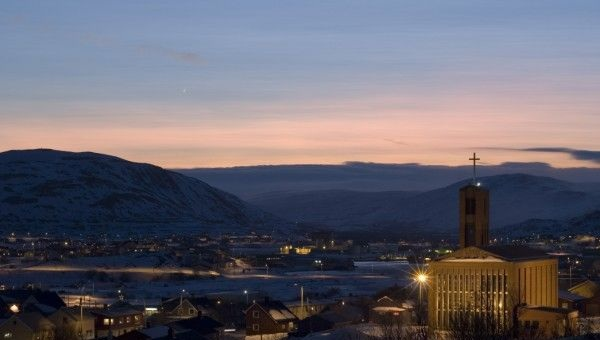
ボツフィヨール村

1868年にヴァードーからヴァードー・ヘレ（ヴァードー農村地域）として分立し、1957年にボツフィヨールに改称された。半島の北東部分は1964年1月1日にヴァードーへ返還された。
アメリカのテレビアニメ「メタロカリプス」の第一回 The Curse of DethKlok の舞台になった。

## 基礎情報

### 地名
地名は古ノルド語で「フィヨルドの奥」という意味の Botnsfjorðr からきている。

### 紋章
現在の紋章は1985年4月19日に制定された。この地域における漁業ならびに水産加工業の重要性を表すため、釣り針が描かれている。針の形状はこの地で出土した石器時代のものを模した。

## 地理
ヴァランゲル半島の北東部に位置する。かつては不毛な沿岸部に複数の村があったが、後に入り江のボツフィヨルド町に集約された。近年ではボツフィヨルド空港が開港し、港に沿岸急行船「フッティルーテン」も停泊する予定。

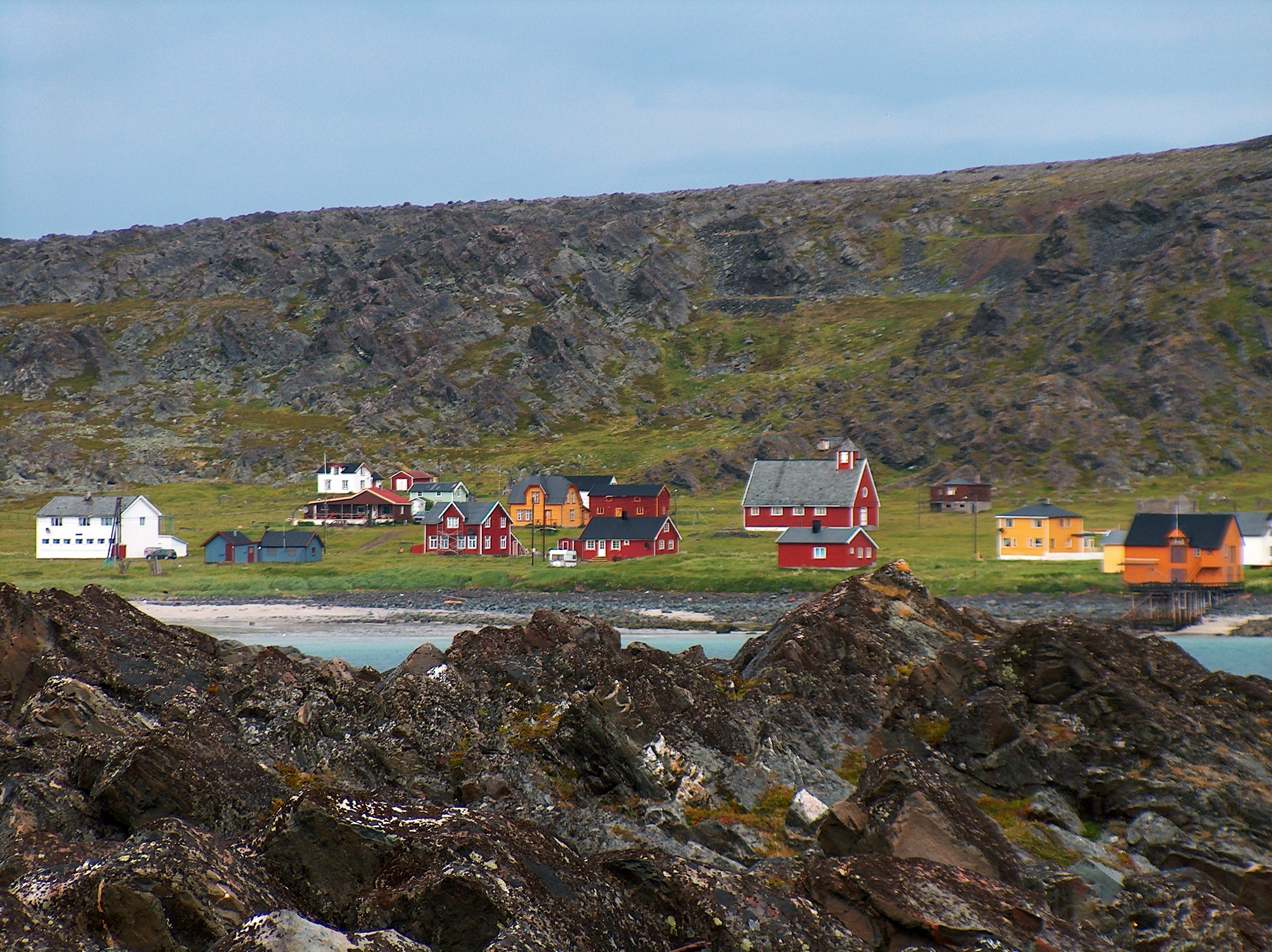
ハムニングベルグ

海沿いにはハムニングベルグという廃漁村がある。村の木造住宅は多くが19世紀に建てられたが、第二次世界大戦の空襲を免れたため今でもよく保存されており、人気の観光スポットになっている。夏には滞在もできる。
市内には県内最高峰のオルド山 (400m) がある。また、シルテフィヨールズタウランには世界最北のカツオドリの営巣地がある。その数は1961年の2羽から次第に増え、今では300つがい以上が生息している。